# Расизм в США

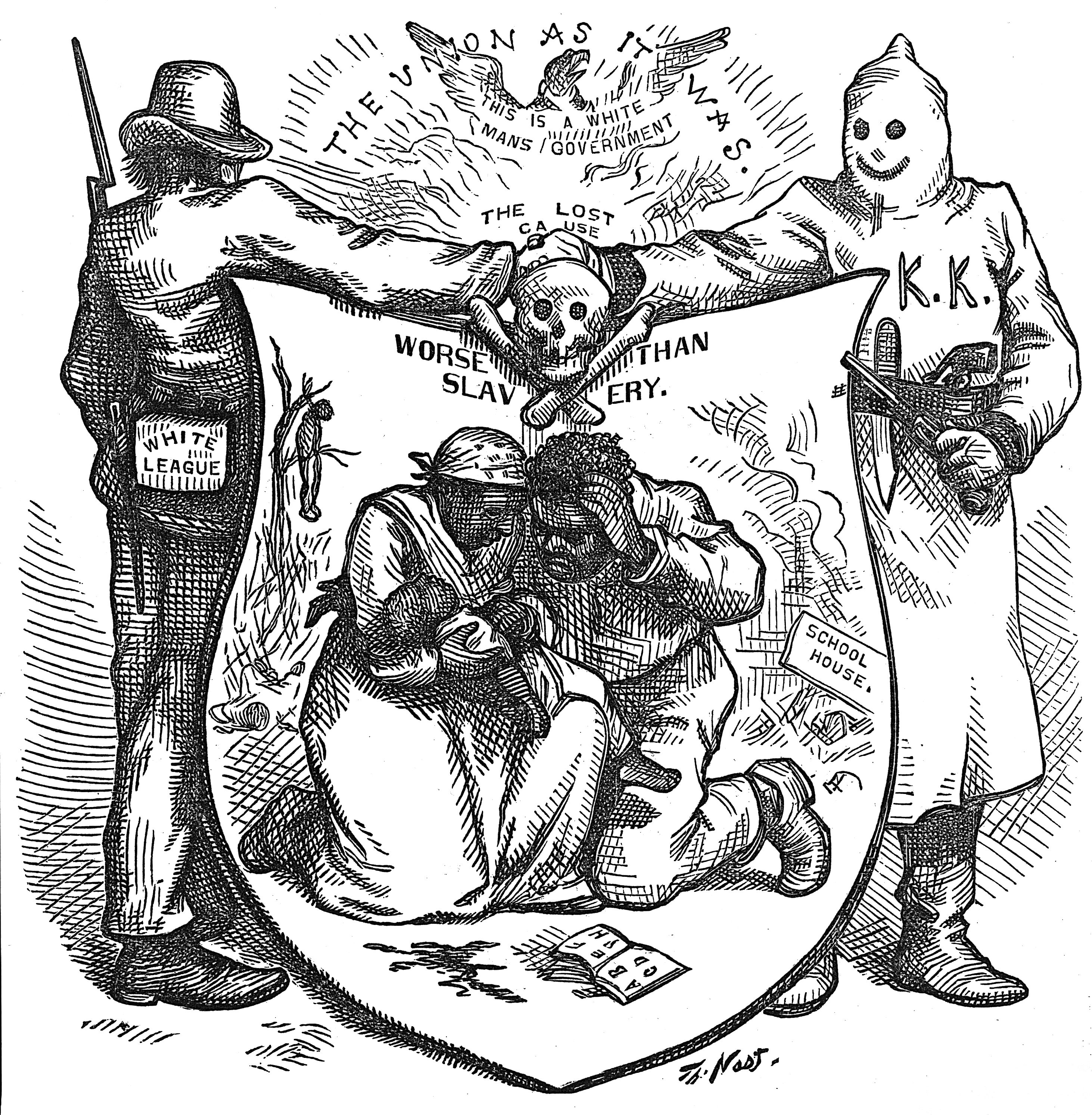
«Союз, как он был», Harper's Weekly, 10 октября 1874 года (название отсылает к лозунгу кампании «медноголовых» около 1862 года «Союз, как он был, Конституция, как она есть»). На щите изображены чёрная семья с убитым ребёнком. По сторонам стоят члены Белой лиги и Ку-клукс-клана

Расизм в США существовал с самого основания государства. Общество, основанное белыми людьми, различающимися по своим национальным и религиозным признакам, сильно отличалось своим отношением к другим группам. Основными жертвами расизма стали небелые коренные жители — индейцы и негры-рабы, то есть афроамериканцы. Юридически гражданские права распространялись только на белое население. Но, несмотря на это, непротестантское белое население — итальянцы, испанцы, французы, греки, часть немцев, голландцев, ирландцы, поляки, евреи — становились жертвами ксенофобии со стороны протестантов на бытовом уровне. Протестантское большинство считало их «чужими белыми».

## Основа
Отцы-основатели США, провозглашая в Конституции права и свободы народа Соединённых Штатов — американской нации — ограничивали её определённым этническим сообществом — белыми англосаксонскими протестантами. Не была исключена и возможность вхождения в американскую нацию представителей некоторых других народов Европы, например, германских протестантов — немцев и голландцев. Однако отношение к романским этносам — испанцам и французам, и, тем более, к латиноамериканцам, было значительно хуже: согласно отцам-основателям, данные этносы находились за пределами американской нации. По расовому признаку членами американской нации не считались чернокожие американцы вплоть до 1875 года и американские индейцы — вплоть до 1924 года. До середины XIX века в США действовало «правило одной капли крови», согласно которому «небелыми» считались те, кто имел чёрных или индейских предков вплоть до седьмого поколения. Первоначально американская нация понималась как расово-этническая, а не как гражданская общность. Согласно историку А. И. Уткину, американская национальная идентичность сохраняла расово-этническую основу вплоть до начала Второй мировой войны, когда США приняли большое число иммигрантов из стран Восточной и Южной Европы (поляки, евреи, итальянцы и др.).

## XVI—XIX века

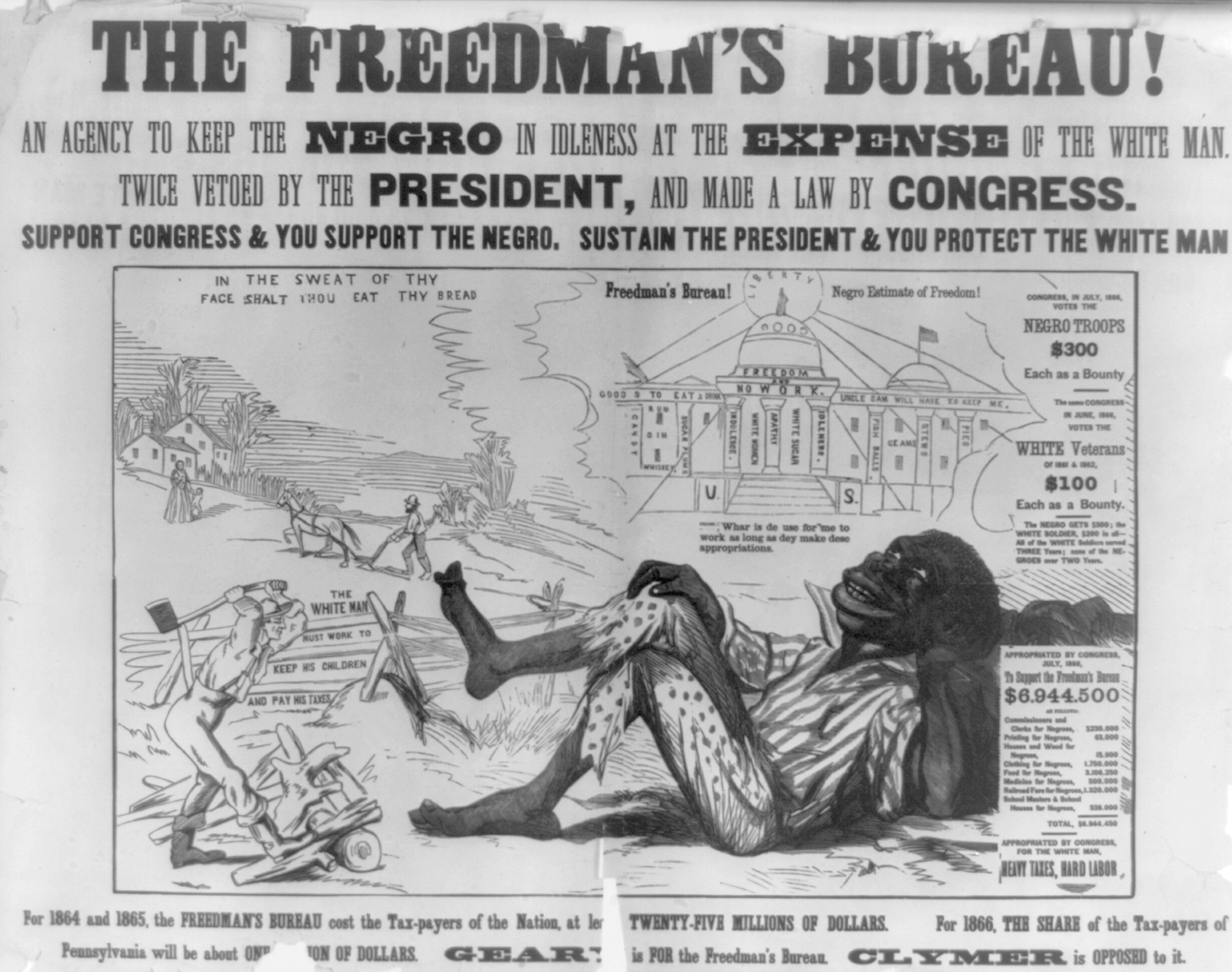
Один из серии плакатов против радикальных республиканцев по вопросу об избирательном праве чернокожих, выпущенных во время выборов губернатора Пенсильвании в 1866 году

До того, как рабство в колониальной Америке стало полностью основываться на цвете кожи, тысячи африканских рабов обслуживали европейских колонистов совместно с белыми и индейскими рабами. Иногда негры после отработки срока рабства получали свободу и земельный надел, то есть становились землевладельцами.
В 1676 году началось восстание против губернатора Вирджинии и системы эксплуатации бедных колонистов богатыми землевладельцами, которое возглавил Натаниэль Бэкон. После его смерти от болезни революция потеряла руководителя, но Бэкон получил широкую поддержку в среде рабов, и в результате они всё же добились того, что теперь только негры могли использоваться в качестве рабов, а белым были обещаны разные выгоды.
Эти решения положили начало длительному периоду «чёрного рабства», когда негры использовались для сельскохозяйственных работ, особенно в производстве хлопка и табака.
На Севере рабство было гораздо меньше распространено — обычно в виде домашних слуг.
Хотя Конгресс США запретил привоз новых рабов из Африки в 1808 году, эта практика существовала как минимум ещё полвека. В 1844 году, отвечая на протесты европейских государств против работорговли, госсекретарь США Кэлхун отвечал, что данные науки якобы свидетельствуют о коренных отличиях чернокожих от белых, и поэтому «существующие отношения между расами» наиболее благоприятны. Рабство было номинально отменено в 1865 году Авраамом Линкольном, а фактически 13-й поправкой к Конституции США, которая была принята в 1865 году. Но и после отмены рабства расизм долго существовал в форме раздельного обучения, мест «только для белых», законов Джима Кроу и т. д.

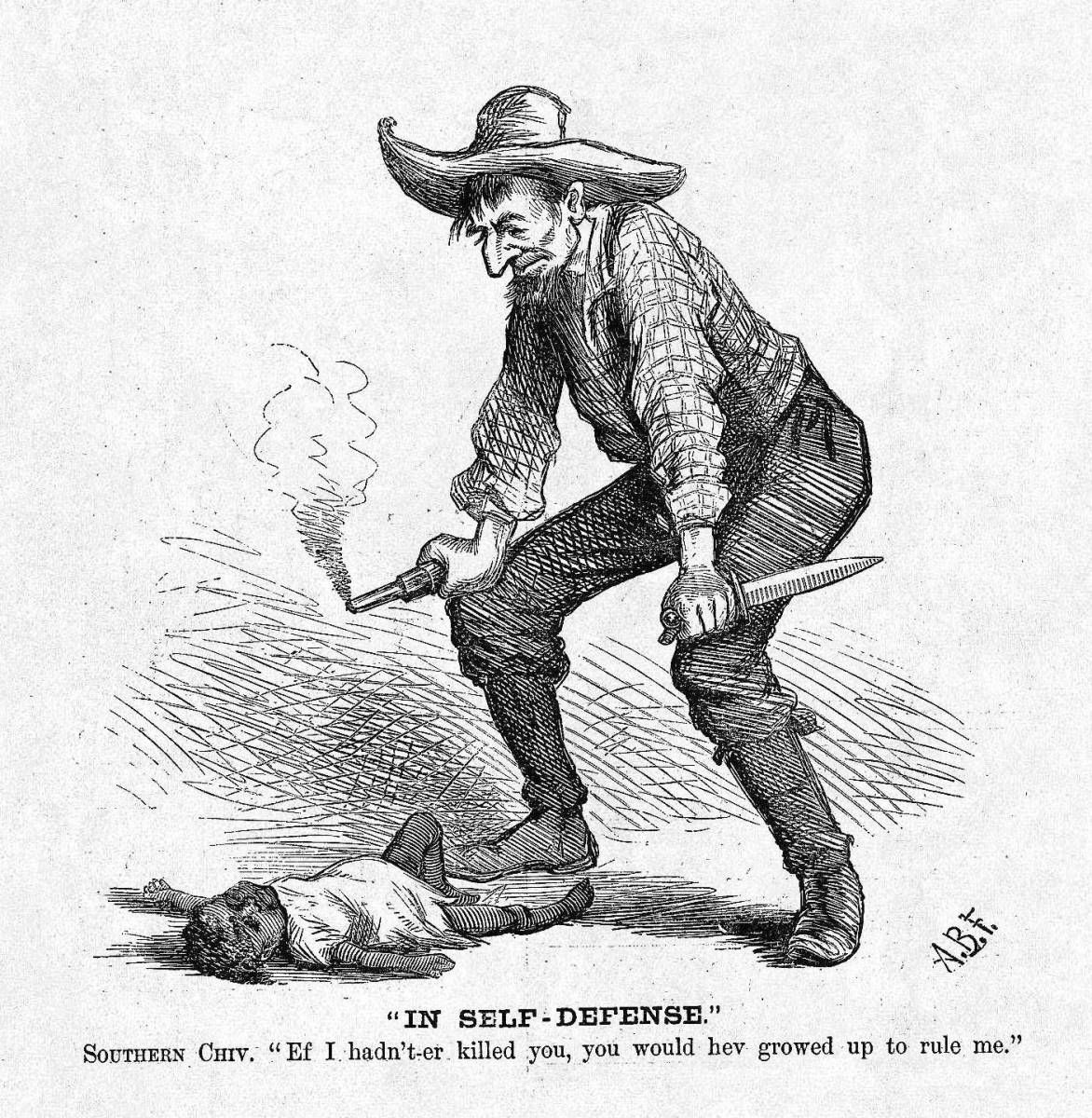
«Самооборона» бывших конфедератов, 1876

Во второй половине XIX века в США (как и в Европе) получают распространения идеи социал-дарвинизма и евгеники. В конце XIX — первой половине XX века утверждения о неспособности одних рас и наций к культурному развитию и «избранности» других были нередки в американской научной литературе. Был издан ряд актов, поощрявших иммиграцию представителей германских народов. В ряде штатов были запрещены межрасовые браки. Ярко выраженный расистский характер носила политика предоставления гражданства США в XVIII — первой половине XX веков. Изначально, в XVIII веке было установлено, что среди мигрантов американское гражданство могли получить только свободные представители «белой» расы. В 1870 году право получения гражданства также было предоставлено выходцам из Африки. Однако лицам, принадлежавшим к монголоидной расе, а также индийцам, было долгое время законодательно запрещено (в том числе законом 1870 года) предоставлять американское гражданство. В 1922—1923 годах Верховный суд США запретил натурализацию в США сначала японцам (как не являющимися белыми), а затем индийцам, уточнив, что белым является человек «белый в общепринятом, а не научном смысле». В 1917 году была полностью запрещена иммиграция из «ограниченной азиатской зоны» (60° восточной долготы, 165° западной долготы, 26° южной широты).
Джозайя Прист и ряд других американских публицистов XIX века писали псевдоисторические работы, в которых негры и индейцы изображались в крайне негативном свете. Первая книга Приста «Чудеса природы и провидения, явленные» (1826) Прист рассматривается современными критиками как одна из самых ранних работ современной американских псевдоисторических работ. Прист дискредитировал индейцев в книге «Американские древности и открытия Запада» (1833) и негров в книге «Рабство: Как это связано с неграми» (1843). Другие авторы XIX века, такие как Томас Голд Эпплтон в «Пачке бумаг» (1875) и Джордж Перкинс Марш в «Готах в Новой Англии», использовали псевдоисторические представления об истории викингов с целью продвигать превосходство белых, а также выступать против Католической церкви. Такое использование истории и образов викингов отмечалось и в XX веке среди некоторых групп, выступающих за превосходство белых.

## XX век

Останки Джесси Вашингтона, чернокожего, убитого в результате длительного мучительного линчевания в 1916 году

Существенный прогресс в преодолении расизма в США наметился в 1960-е годы, когда в результате успехов движения борьбы за гражданские права были приняты существенные политические и социально-экономические меры, обеспечивающие равенство и преодоление вековой пропасти, отделявшей афроамериканцев, американских индейцев и другие меньшинства от основного течения американской жизни.

## XXI век
По состоянию на 2005 год в США действовало около 500 ультраправых групп расистской и неофашистской направленности.
Накануне выборов президента США 2020 году в публикациях СМИ и неправительственных организаций, специализирующиеся на проблематике прав человека, эксперты отмечали, что расизм остаётся одной из нерешённых проблем американского общества, которая продолжает оказывать влияние на политическую жизнь страны.